# Banco comunitário

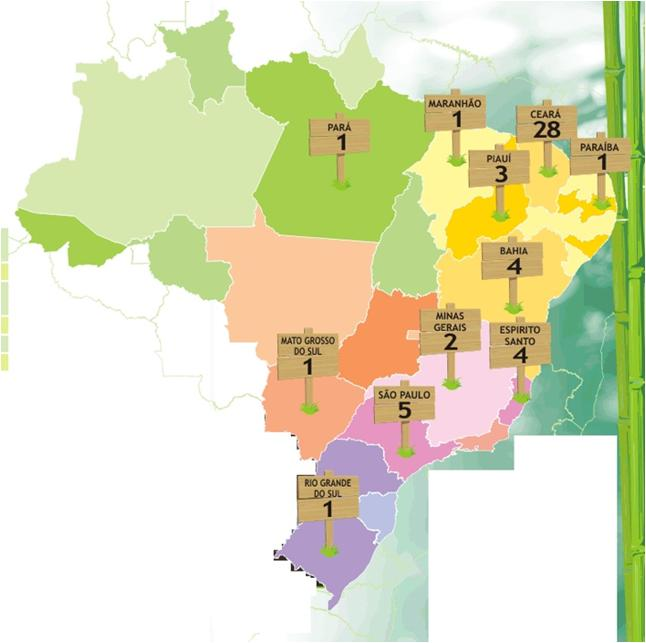
Rede Brasileira de Bancos Comunitários (dados de 2010-2011). Em 2016, o Brasil já contava com 110 destas instituições.

Banco comunitário é uma instituição depositária, normalmente desenvolvida e operada de forma local. Bancos comunitários tendem a concentrar-se nas necessidades dos negócios das famílias onde o banco possui agências provendo microcrédito. As decisões de financiamento são feitas por pessoas que compreendem as necessidades locais de famílias, agricultura, indústria e serviços. Os funcionários geralmente residem nas comunidades que servem.
No Brasil, os bancos comunitários podem emitir as moedas sociais, complementares ao Real. Em 2013, 103 destas moedas paralelas circulavam no país. O Banco Central do Brasil determina que, para cada unidade de moeda social que emitir, o banco comunitário deve ter obrigatoriamente, R$ 1,00 em caixa.
Não há dados oficiais sobre o número de bancos comunitários vinculados à Rede Brasileira de Bancos Comunitários, em atividade no Brasil. A pesquisa de  Resgala  (2019) levantou uma previsão de existirem de 45 a 56 bancos em atividade durante o primeiro semestre de 2019 (ver gráfico na página 123 do estudo) . A pesquisa apresenta ainda que de 1998 à 2019 foram criados 146 bancos comunitários no país.
Dos 146 BCs (bancos comunitários) implantados até 2019, levantados pela pesquisa, cerca de 30% (42 BCs) localizam-se no estado do Ceará. Após o Ceará, os estados com maior número de bancos criados seriam até 2019: Pará (14), Espírito Santo (13) e Bahia (12).
O estudo traz ainda mapas e gráficos com os números de Bancos Comunitários criados no país, por estado, até 2019 (p. 121 e 122) e gráfico com número de Bancos em funcionamento em 2019 (p. 123).

## Lista de Bancos comunitários no Brasil

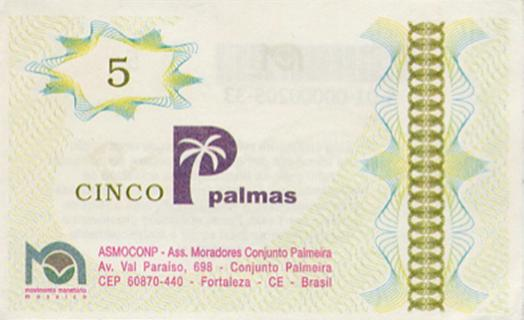
Palma: moeda social emitida desde 2001 pelo Banco Palmas.

- Banco Comunitário Capivari (Silva Jardim)
- Banco Comunitário de Saracuruna (Duque de Caxias).
- Banco Comunitário União Sampaio (São Paulo).
- Banco Comunitário Universitário da Universidade Federal do Rio de Janeiro (Rio de Janeiro).[7]
- Banco Mumbuca (Maricá).
- Banco de Negócios Inclusivos (São Paulo).
- Banco Palmas [8][9] (Fortaleza).
- Banco Pirê [10] (Dourados).
- Banco Preventório (Niterói)[11]
- Para uma listagem mais completa dos Bancos Comunitários implantados no país até 2019, ver estudo de Resgala (2019), em seu apêndice A[6].

## Bancos Comunitários nos Estados Unidos
Nos Estados Unidos, os bancos comunitários não são claramente definidos. A maioria das agências baseia este termo no tamanho dos ativos agregados com definições variáveis, como menos de U$S 1 bilhão (Office of the Comptroller of the Currency) até menos de U$S 10 bilhões (Federal Reserve Board and Government Accountability Office). De 1985 a 2004, eles representaram cerca de 94% de todos os bancos nos Estados Unidos, mas a proporção de depósitos que os bancos comunitários detinham diminuiu de cerca de 25,89% em 1985 para 13,55% em 2003.

### Lista de Bancos Comunitários nos Estados Unidos
- Austin Capital Bank (Texas).
- Bank of Southside Virginia (Virgínia).
- Beneficial State Bank (Califórnia, Washington e Oregon).
- Camden National Bank (Maine).
- Clear Mountain Bank (Virgínia Ocidental).
- Community Bank, N.A. (Nova Iorque e Pensilvânia). subsidiário do Community Bank System, Inc.
- Community Bank (Oregon e Washington)
- Cross River Bank[15] (Nova Jersey).
- Farmers Bank, (Virgínia).
- The Fidelity Bank (Carolina do Norte e Virgínia).
- First Community Bank of Central Alabama (Alabama).
- First Northern Bank (Califórnia).
- FNB Bank (Kentucky).
- Glacier Bank (Montana, Idaho, Wyoming, Colorado, Utah e Washington).
- HomeTown Bank (Virginia).
- Northern State Bank of Virginia (Minnesota).
- Patriot Bank (Connecticut e Nova Iorque).
- Sandy Spring Bank (Maryland).
- Union First Market Bank (Virginia)
- United Community Bank (Carolina do Norte, Carolina do Sul, Geórgia e Tennessee).
- Utah Community Bank (Utah).